# Meldonium
Meldonium (łac. meldonium) – organiczny związek chemiczny z grupy betain, lek stosowany w leczeniu niedokrwienia oraz rekonwalescencji po epizodach niedokrwiennych. Wykorzystywany jako środek podnoszący wydolność w sporcie wyczynowym. Ma budowę zbliżoną do karnityny i po wprowadzeniu do organizmu obniża jej stężenie wewnątrzkomórkowe. Od 1 stycznia 2016 roku zakazany przez Światową Agencję Antydopingową (WADA).

## Historia
Meldonium zostało opracowane jako weterynaryjny środek wspomagający wzrost zwierząt w końcu lat 70. XX w. w Łotewskim Instytucie Syntezy Organicznej (łot. Latvijas Organiskās sintēzes institūts) przez Ivarsa Kalviņša. W 2005 roku w przeprowadzonym na terenie Łotwy i Litwy badaniu klinicznym IV fazy stwierdzono większą skuteczność leczenia skojarzonego lizynoprylem z meldonium, niż monoterapii lizynoprylem. W opublikowanych w roku 2010 wynikach badania klinicznego prowadzonego na terenie Łotwy, Litwy, Ukrainy oraz Rosji wykazano skuteczność meldonium w leczeniu stabilnej dusznicy bolesnej. W 2013 roku opublikowano wyniki badania klinicznego prowadzonego w Chinach, które wykazało, że meldonium jest tak samo skuteczne jak cynepazyd w leczeniu ostrego udaru mózgu.

## Mechanizm działania
Meldonium wywiera efekt leczniczy poprzez modyfikację metabolizmu L-karnityny, która odgrywa ważną rolę w metabolizmie wyższych kwasów tłuszczowych oraz regulacji wewnątrzkomórkowych procesów energetycznych. Przenosi cząsteczki kwasów tłuszczowych połączone z koenzymem A z cytoplazmy do macierzy mitochondrialnej poprzez czółenko karnitynowe.
Zapotrzebowanie ludzkiego organizmu na karnitynę w wieku dorosłym jest pokrywane w 25% w wyniku endogennej syntezy w wątrobie, nerkach i mózgu, a 75% pochodzi z przyjmowanych pokarmów takich jak mięso czerwone oraz mleko. Proces biosyntezy karnityny przebiega w wielu etapach. W pierwszym etapie do grupy ε-aminowej lizyny przyłączane są trzy grupy metylowe z S-adenozylometioniny. W drugim etapie ε-N-trimetylolizyna jest rozkładana do glicyny i aldehydu γ-N-trimetyloaminomasłowego. W ostatnim etapie aldehyd ten jest utleniany w obecności hydrolazy γ-butyrobetainy do odpowiedniego kwasu karboksylowego, a atom węgla w pozycji β ulega hydroksylacji. Karnityna jest aktywnie transportowana do wnętrza komórek.
W warunkach tlenowych karnityna poprawia funkcję mięśnia sercowego poprzez zwiększenie β-oksydacji kwasów tłuszczowych, zapewniając 80% produkcji ATP. W warunkach niedoboru tlenu, w wyniku tego procesu w komórkach mięśnia sercowego mogą się gromadzić cytotoksyczne metabolity pośrednie. Zmniejszone wewnątrzkomórkowe stężenie karnityny powoduje zmniejszenie metabolizmu kwasów tłuszczowych, co powoduje zwiększenie glikolizy podczas niedokrwienia, a co za tym idzie wywołuje efekt cytoprotekcyjny oraz zwiększa efektywność syntezy ATP, ponieważ utlenianie węglowodanów zużywa mniejszą liczbę cząsteczek tlenu na wyprodukowanie jednej cząsteczki ATP niż β-oksydacja kwasów tłuszczowych.
Meldonium, które jest analogiem karnityny, hamuje hydrolazę γ-butyrobetainy (która katalizuje ostatni etap endogennej syntezy karnityny), hamuje również transport karnityny przez błonę komórek wątrobowych oraz nerkowych oraz zmniejsza aktywność palmitoilotransferazy karnitynowej I (CPT I) w czółenku karnitynowym zlokalizowanym w zewnętrznej błonie mitochondrialnej.

## Zastosowanie
- choroby układu krążenia – choroba niedokrwienna serca, przewlekła niewydolność krążenia (NYHA I–III), kardiomiopatia, zaburzenia układu sercowo-naczyniowego;
- ostre i przewlekłe niedokrwienie mózgu;
- zmniejszona zdolność do pracy zawodowej, przeciążenie fizyczne i psychoemocjonalne;
- rekonwalescencja po incydentach sercowo-naczyniowych, urazach głowy i zapaleniu mózgu[1][2];

W 2015 roku meldonium nie było dopuszczone do obrotu w Polsce.

## Działania niepożądane
Meldonium może powodować następujące działania niepożądane:
- eozynofilia,
- reakcja alergiczna,
- pobudzenie psychoruchowe,
- duszność,
- osłabienie,
- hipotensja,
- tachykardia,
- dyspepsja,
- ból głowy.

## Doping
W październiku 2014 roku amerykańska agencja antydopingowa zidentyfikowała meldonium jako substancję potencjalnie podnoszącą wydolność. Po okresie obserwacji Światowa Agencja Antydopingowa (WADA) wpisała 1 stycznia 2016 roku meldonium na listę substancji zakazanych w grupie modulatorów metabolizmu. Od 1 stycznia do 23 marca 2016 roku ujawniono 123 przypadki stosowania meldonium przez sportowców, w tym 102 rosyjskie.
Do wiadomości opinii publicznej została podana tylko część nazwisk sportowców, u których w 2016 roku wykryto ten środek:
- Abeba Aregawi[12] (reprezentująca Szwecję etiopska biegaczka, złota medalistka Mistrzostw Świata w Lekkoatletyce 2013)
- Jekatierina Bobrowa[15] (rosyjska łyżwiarka figurowa, brązowa medalistka Mistrzostw Świata w Łyżwiarstwie Figurowym 2013)
- Aleksiej Bugajczuk[16] (rosyjski piłkarz wodny, uczestnik Mistrzostw Świata w Pływaniu 2015)
- Anastasija Czułkowa[17] (rosyjska kolarka torowa, złota medalistka Mistrzostw Świata w Kolarstwie Torowym 2012)
- Semion Elistratov[18] (rosyjski łyżwiarz szybki, złoty medalista Zimowych Igrzysk Olimpijskich 2014)
- Gulszat Fazlietdinowa[17] (rosyjska biegaczka długodystansowa)
- Magomiedmurad Gadżyjew[19] (polski zapaśnik pochodzenia rosyjskiego, medalista mistrzostw Europy, igrzysk europejskich i mistrzostw świata juniorów)
- Pawieł Jakuszewskij[17] (rosyjski kolarz torowy, brązowy medalista Mistrzostw Europy w Kolarstwie Torowym 2013)
- Julija Jefimowa[12] (rosyjska pływaczka, brązowa medalistka Letnich Igrzysk Olimpijskich 2012, wielokrotna mistrzyni świata i Europy)
- Nadieżda Kotlarowa[17] (rosyjska sprinterka, srebrna medalistka Halowych Mistrzostw Europy w Lekkoatletyce 2013)
- Pawieł Kuliżnikow[15] (rosyjski łyżwiarz szybki, wielokrotny medalista mistrzostw świata i trzykrotny zdobywca Pucharu Świata)
- Aleksiej Łowczew[15] (rosyjski sztangista, złoty medalista Mistrzostw Świata w Podnoszeniu Ciężarów 2015)
- Aleksander Markin[15] (rosyjski siatkarz, brązowy medalista Igrzysk Europejskich 2015)
- Andriej Minżulin[17] (rosyjski biegacz długodystansowy)
- Dawit Modzmanaszwili[20] (gruziński zapaśnik, srebrny medalista Letnich Igrzysk Olimpijskich 2012)
- Endeshaw Negesse[12] (etiopski maratończyk, zwycięzca maratonów we Florencji w 2012 i w Tokio w 2015)
- Gabrieła Petrowa[21] (bułgarska lekkoatletka, srebrna medalistka Halowych Mistrzostw Europy w Lekkoatletyce 2015)
- Aleksandr Powietkin[22] (rosyjski bokser, złoty medalista Letnich Igrzysk Olimpijskich 2004)
- Marija Szarapowa[12] (rosyjska tenisistka, wielokrotna liderka rankingu WTA Tour)
- Eduard Worganow[18] (rosyjski kolarz szosowy, zawodnik profesjonalnej grupy Team Katusha)
- Olga Wowk[16] (rosyjska biegaczka)